# Přídavná jména v angličtině
Přídavná jména (adjectives) jsou v angličtině nesklonné slovní druhy. Jejich tvar se neshoduje s tvarem podstatného jména.
Lze je nalézt v pozici přívlastku (attributive function) – a beautiful house; nebo jako součást přísudku (predicative function) – The house is beautiful.

## Stupňování
Stupňovatelná přídavná jména (gradable adjectives) tvoří druhý stupeň (comparative) a třetí stupeň (superlative). Třetí stupeň se v textu vždy objevuje s určitým členem, protože vyjadřuje absolutní kvalitu.
Stupňování se provádí:
- O odvozováním příponami (-er/-est) v případě, že se jedná o přídavná jména „krátká“ (short adjectives), která se poznají podle toho, že ve výslovnosti zazní jedna slabika (např. old, cheap, slow, atd.), nebo dvě slabiky, z nichž poslední je zakončena na samohlásku y (např. happy, pretty, easy, atd.

|           | komparativ | superlativ   |
| --------- | ---------- | ------------ |
| žádná     | older      | the oldest   |
| zdvojení  | slimmer    | the slimmest |
| y → i     | happier    | the happiest |
| redukce e | nicer      | the nicest   |

- Skládáním s pomocí tvarů more a the most v případě, že se jedná o přídavná jména „dlouhá“ (long adjectives), která se poznají podle toho, že ve výslovnosti zazní dvě a více slabik (kromě dvojslabičných přídavných jmen zakončených na samohlásku y), např. expensive, beautiful, careful, atd.

|           | komparativ     | superlativ         |
| --------- | -------------- | ------------------ |
| expensive | more expensive | the most expensive |

Některá přídavná jména v angličtině jsou nepravidelná (irregular):
|                     | komparativ        | superlativ              |
| ------------------- | ----------------- | ----------------------- |
| good                | better            | the best                |
| bad / ill           | worse             | the worst               |
| far                 | further / farther | the furthest / farthest |
| old                 | older / elder     | the oldest / the eldest |
| little              | less              | the least               |
| much / many / a lot | more              | the most                |

## Statická a dynamická přídavná jména
Většina přídavných jmen je statická (stative adjectives). Charakterizují věc samu, trvale.
Do kategorie dynamických (dynamic adjectives) spadají ta přídavná jména, která podléhají našemu subjektivnímu úsudku.
Dynamická přídavná jména jsou brave, calm, cheerful, conceited, cruel, foolish, friendly, funny, good, greedy, hard-working, helpful, jealous, naughty, nice, noisy, selfish, silly, tidy. 
Z hlediska syntaxe lze s dynamickými přídavnými jmény použít průběhového tvaru (progressive aspect). Věta vyjadřuje, že se nejedná o povahovou vlastnost, ale o výjimečný, dočasný nebo proměnlivý stav.
He's such a lazy guy. However, he's being so hard-working today.

## False Friends
False Friends, tzv. falešní přátelé, jsou slova, která se v nějakém jazyce (např. v cizím) řeknou stejně či podobně jako v jiném (např. mateřském), ale mají úplně jiný význam.
| anglický false friend | český překlad      | český false friend  | anglický překlad             |
| --------------------- | ------------------ | ------------------- | ---------------------------- |
| actual                | skutečný, faktický | aktuální            | current, topical, up-to-date |
| sympathetic           | soucitný, chápavý  | sympatický (člověk) | nice, kind                   |